# Doug Marcaida
Doug Marcaida, né le 26 janvier 1966 à Makati (Philippines), est un spécialiste américano-philippin des armes blanches. Professionnel dans les arts martiaux, il est connu pour sa conception de certaines des lames les plus meurtrières jamais fabriquées,, et sa participation régulière au programme télé Le Meilleur forgeron.

## Biographie

### Origines et études
Doug Marcaida est d'origine philippine et vit à New York. Il s'intéresse aux arts martiaux dès son enfance et commence à pratiquer dès l'âge de 3 ans. Il développe son intérêt et ses compétences en matière d'armes lors de son passage dans l'armée américaine.

## Carrière
Il se concentre en premier sur une version des arts martiaux connue sous le nom de kali dont l'origine se trouve aux Philippines. Le kali utilise des armes improvisées telles que des bâtons et des couteaux et n'a pas de système de ceinture conventionnel, contrairement à d'autres formes d'arts martiaux,.
Il est le fondateur du Marcaida Kali, système d’art martial évolutif aux Philippines. Doug Marcaida donne des cours de Marcaida Kali dans le monde entier. Son style d'arts martiaux change l'objectif de l'élève, qui passait de la souffrance à la protection."Il ne s'agit pas de savoir combien de personnes vous blessez, mais combien vous en protégez",.
C'est un expert en armement qui a une grande carrière puisqu'il est entrepreneur militaire et concepteur d'armes pour Fox Knives Italy.

## Le meilleur forgeron
Doug Marcaida s'est surtout fait connaitre du grand public en tant que juge dans la série Forged in Fire (en) de la chaîne History,, avec ses répliques de fin de test : « votre arme peut couper ! », « votre lame peut couper ! » « votre arme peut keal (keep everyone alive )! », et pas « votre lame peut kill (tuer) ! »,.
En 1999 il est élu Plus bel homme du monde par les lecteurs du magazine américain Armez-vous !